# Gabriela Narváez
Gabriela Alejandra Narváez Deportes, född 14 december 1994 i Lanús, är en argentinsk-paraguayansk judoutövare som tävlar i 48 kg-klassen.

## Karriär
Vid sydamerikanska spelen 2022 i Asunción tog Narváez brons i 48 kg-klassen efter att förlorat mot chilenska Mary Dee Vargas i semifinalen.
Vid olympiska sommarspelen 2024 i Paris blev Narváez utslagen i kvartsfinalen i 48 kg-klassen av mongoliska Bavuudorjiin Baasankhüü. Hon förlorade sedan i återkvalet mot kazakiska Äbiba Äbuzjakynova.